# Olivier Provost du Bourion
Pour les articles homonymes, voir Provost et Bourion.
Olivier Provost du Bourion, né en 1733 et mort le 14 octobre 1804 à Laval, est un homme politique français.

## Biographie

### Origine et famille
Les Provost sont une famille notable de Sainte-Suzanne, soit dans la magistrature locale, soit dans l'industrie florissante alors de la papeterie. Il est le fils de Pierre Provost, marchand papetier, et Madeleine Provost.

### Carrière politique
Etudiant à Angers en 1784, puis notaire royal à Sainte-Suzanne, il est scrutateur le 26 août 1791 pour l'élection des députés à l'Assemblée législative, membre du conseil départemental, le 11 novembre 1792.
Soupçonné, lui ou son père, d'avoir refusé de clore la ville dont il avait démoli un mur à lui concédé en 1779, et de vouloir la livrer aux révoltés, il est emprisonné le 30 octobre 1793, puis gardé à vue dans sa maison.
Président de l'administration centrale en 1796, il a l'intention de se démettre le 18 juin 1797.
Il préside l'assemblée primaire de Laval le 2 germinal an VI. Propriétaire à Dormans ; il est élu, aux Élections législatives de 1798, députe de la Mayenne au Conseil des Cinq-Cents.
Rallié au Coup d'État du 18 Brumaire, il est choisi par le Sénat conservateur aux Élections législatives de 1800, comme député de la Mayenne au nouveau Corps législatif. Il est maintenu le 18 mars 1803. Il demeure dans cette assemblée jusqu'en 1803. Il vivait encore en 1823.

## Sources
- « Olivier Provost du Bourion », dans Adolphe Robert et Gaston Cougny, Dictionnaire des parlementaires français, Edgar Bourloton, 1889-1891 [détail de l’édition]
- « Olivier Provost du Bourion », dans Alphonse-Victor Angot et Ferdinand Gaugain, Dictionnaire historique, topographique et biographique de la Mayenne, Laval, A. Goupil, 1900-1910 [détail des éditions] (BNF 34106789, présentation en ligne), t. III et IV. Article Provost.

### Sources partielles utilisées par l'Abbé Angot
- Archives départementales de la Mayenne, B. 1.463, 1.472, 1.478, 1.487, 1.488 ; L. 65.
- Queruau-Lamerie, Les députés à la Législative.
- Archives nationales, F/1b, II, Mayenne, 1.